# Lūrūn (ort i Iran)
Lūrūn är ett samhälle i Iran.   Det ligger i provinsen Gilan, i den nordvästra delen av landet, 300 km nordväst om huvudstaden Teheran. Lūrūn ligger 708 meter över havet och antalet invånare är 133.
Terrängen runt Lūrūn är kuperad österut, men västerut är den bergig. Terrängen runt Lūrūn sluttar österut. Runt Lūrūn är det ganska glesbefolkat, med 45 invånare per kvadratkilometer. Närmaste större samhälle är Hashtpar, 9,5 km sydost om Lūrūn. I omgivningarna runt Lūrūn växer i huvudsak blandskog.